# Pozor – laviny!
Pozor – laviny! (1964, Achtung Lawine!) je dobrodružný román pro mládež od německé spisovatelky Barbary Bartosové-Höppnerové, který vypráví o práci dobrovolných členů alpské horské služby a jejich cvičených německých ovčáků – lavinářů.

## Obsah románu
Vypravěčem románu je jeden z členů skupiny přátel z podhorské vesnice, které spojuje láska k německým ovčákům. Rozhodnou se, že své psy vycvičí jako lavináře, aby psi dovedli vyhledávat lidi zasypané lavinou. Po řadu let se celé soboty a neděle místo odpočinku a zábavy obětavě a trpělivě věnují za každého počasí výcviku v horách: učí psy stopovat ve sněhu, hledat ukryté předměty a pátrat po zahrabaných lidech. Tak se postupně z klubu chovatelů ovčáckých psů stane skupina psovodů, dobrovolných členů alpské horské služby. 
Když je vyhlášen lavinový poplach, odlétají vrtulníkem do ohrožené oblasti a bez ohledu na vlastní nebezpečí se zúčastní se svými psy obtížného, vysilujícího, třeba i několikadenního pátrání po zasypaných lidech, přičemž jedinou odměnou pro ně je uspokojení ze záchrany lidského života.

## Česká vydání
- Pozor – laviny!, Albatros, Praha 1972, přeložil Jaromír Průša.